# Antoine du Bec
Antoine du Bec, Comte de Moret (* um 1623; † 13. August 1658 bei der Belagerung von Gravelines) war ein französischer Adliger und Militär aus dem Haus Crespin, der bis in den Rang eines Lieutenant-général befördert wurde.

## Leben
Als Sohn von René II. Crespin du Bec, Marquis de Vardes († nach 1636), und Jacqueline de Bueil († 1651), ist er der Halbbruder von Antoine de Bourbon, comte de Moret (* 1607; † 1632), der aus der Beziehung seiner Mutter mit König Heinrich IV. geboren wurde. Sein Bruder war François du Bec Crespin, Marquis de Vardes und ebenfalls Lieutenant-général (1621–1688).
Antoine du Bec erhielt am 19. Juni 1646 eine Kompanie im Kavallerieregiment des Herzogs von Orléans. Im selben Jahr diente er (wie sein Bruder) bei den Belagerungen und der Einnahme von Kortrijk (15.–28. Juni 1646), Bergues (27. Juli–1. August), Fort Mardyck (4.–24. August) und Dünkirchen (7. September–11. Oktober). Er wurde bei der Einnahme von Lens (3. Oktober) im Jahr 1647 und der Belagerung und Einnahme von Ypern im April 1648 eingesetzt und kämpfte in der Schlacht bei Lens (20. August 1648).
Er wurde am 16. Februar 1649 nach der Demission des Marquis d’Amilly zum Mestre de camp eines Kavallerieregiments ernannt. Er war an der Belagerung und Einnahme von Condé beteiligt, der Unterstützung von Guise, der Belagerung und Einnahme von Rethel sowie der Schlacht bei Rethel (15. Dezember).
1651 marschierte er nach Katalonien, wo er sich in diesem und im folgenden Jahr in der Defensive hielt. Am 26. März 1652 wurde er zum Maréchal de camp und am 16. Juni 1655 zum Lieutenant-général befördert.
Er wurde unter Marschall Turenne eingesetzt und diente bei der Belagerung und Einnahme von Landrecies (19. Juni bis 13. Juli 1655), Condé, Saint-Guilain und Valenciennes am 16. Juli 1656, wo er gefangen genommen wurde.
Am 13. Dezember 1657 wurde er beauftragt, die Kavallerie in Mardyck, das die Spanier erobern wollten, zu befehligen. Am 16. Februar 1658 erhielt er das Gouvernement von Hesdin, die durch den Tod von M. de Bellebrune vakant geworden war. Am gleichen Tag wurde ihm das Infanterieregiment und die Kompanie der Chevaulegers, die in diesem Ort Garnison hielten, übertragen. Der Comte de Moret konnte das Gouvernement allerdings nicht antreten, da der Prince de Condé die Festung erobert hatte.
Antoine du Bec diente bei der Belagerung von Dünkirchen (Mai 1658) und der Dünenschlacht (Juni 1658), der Belagerung und Einnahme von Bergues (28. Juni bis 1. Juli 1658), Diksmuide und Veurne sowie der Belagerung von Gravelines, bei der er am 13. August 1658 durch einen Kanonenschuss getötet wurde. 1653 war seine Aufnahme in den Orden vom Heiligen Geist verkündet worden, die nun aber nicht mehr realisiert wurde.

## Ninon de Lenclos
Antoine du Bec, der ledig blieb, hatte eine Beziehung zu Ninon de Lenclos und aus dieser Beziehung einen Sohn, Antoine du Bec, genannt Chevalier de Moret († 1667).